# 77 Sunset Strip
77 Sunset Strip fue una serie dramática estadounidense, creada por Roy Huggins. Fue protagonizada por Efrem Zimbalist Jr., Roger Smith, Richard Long y Edd Byrnes. La serie se emitió entre 1958 y 1964. El personaje del detective Stuart Bailey fue utilizado por primera vez por Huggins en su novela de 1946, The Double Take, posteriormente adaptada a la película de 1948, I Love Trouble.

## Sinopsis
El detective privado y exagente secreto de la Oficina de Servicios Estratégicos de la Segunda Guerra Mundial y profesor de lenguas extranjeras Stuart «Stu» Bailey (Zimbalist) y el exagente del gobierno y abogado no practicante Jeff Spencer (Smith) forman un dúo que trabaja desde elegantes oficinas en 77 Sunset Boulevard, en las suites 101 y 102.

## Tono e impacto cultural
Huggins pretendía que el programa fuera un drama con tintes duros, pero a partir del episodio 23, “The Pasadena Caper”, el tono se volvió mucho más ligero, con un fuerte toque de humor autocrítico y la palabra caper frecuentemente usada en los títulos de los episodios. El pegadizo tema musical, compuesto por Mack David y Jerry Livingston, personificaba la atmósfera alegre y jazzística del programa. La canción se convirtió en la pieza central de un álbum con la música del programa orquestada por Warren Barker, que se lanzó en 1959 y alcanzó el top 10 en las listas de éxitos de Billboard.
El personaje de Kookie se convirtió en un fenómeno cultural, con expresiones coloquiales como “ginchy” (genial) y “piling up Zs” (durmiendo). Cuando Kookie ayudó a los detectives en un caso cantando una canción, Edd Byrnes comenzó su carrera musical con el sencillo «Kookie, Kookie (Lend Me Your Comb)», inspirado en su frecuente peinado. Este sencillo contó con la participación de Connie Stevens en el coro y la canción, con letra y música de Irving Taylor, se convirtió en el primer éxito de la recién fundada Warner Bros. Records. Kookie también se utilizó para publicidad indirecta para Harley-Davidson, apareciendo en su motoneta Topper en la serie y en anuncios de Harley-Davidson.
El programa se convirtió en la primera “franquicia” de la televisión, generando nada menos que tres spin-offs que recreaban el formato “77”: un equipo de detectives privados, su secretaria y su compañero, resolvían casos en ciudades pintorescas.

## Legado
Un grabado en la acera de Sunset Boulevard (dirección 8524), entre La Cienega Boulevard y Alta Loma Road, conmemoraba el número 77 de Sunset Strip, pero la zona estaba programada para su reurbanización como parte del proyecto Sunset Millennium. Casualmente, la oposición a la reurbanización de la zona se conoció como “Salven Nuestro Strip” o “SOS”, y fue encabezada por Gigi Verone, excolaboradora habitual de 77 Sunset Strip.
El programa fue mencionado en un episodio de Fractured Flickers de Jay Ward, que mostraba una representación satírica de Ward mirando una serie de programas ficticios, uno de ellos era 77 Gaza Strip.
Los episodios de la serie de televisión pueden verse en repeticiones a través de los paquetes de distribución que ofrece Warner Bros. Studios. En su momento, 43 episodios fueron retirados de la distribución por diversas razones legales, pero 13 de ellos ahora pueden verse como repeticiones. En 2017, el paquete de distribución emitido por MeTV contenía todos los episodios originales.
Treinta y un años después de que la serie dejara de emitirse, Warner Bros. propuso un renacimiento moderno de 77 Sunset Strip, que sería la primera serie dramática de una hora de duración en emitirse en la nueva WB Television Network. Iba a ser producida por Clint Eastwood y protagonizada por Jim Caviezel, Timothy Olyphant y Maria Bello. Se filmó una presentación piloto de 25 minutos para los upfronts en la primavera de 1997, pero a pesar de algunos intentos de modificarla y finalizarla para su emisión entre 1997 y 1998, el proyecto nunca pasó de la etapa de prueba.